# Wandsworth Bridge
Wandsworth Bridge attraversa il Tamigi a Londra, in direzione nord-ovest sud-est, congiungendo le aree di Battersea, vicino alla Wandsworth Town Station sita nel London Borough of Wandsworth sulla riva sud del fiume, alle aree di Sands End e Parsons Green nel London Borough of Hammersmith and Fulham sulla riva nord. Wandsworth Bridge è il ponte più trafficato di Londra per numero di veicoli che giornalmente lo attraversano.

## Storia
Il primo ponte che portò questo nome venne aperto nel 1873 ed era un ponte ad arco costituito da cinque archi in ferro su piloni in ferro rivestiti da mattoni. Nel 1880 venne imposto un limite di carico di cinque tonnellate e si decise di ricostruire il ponte. Evento che non venne realizzato fino al 1935 quando ebbero inizio i lavori di ricostruzione anche se il ponte entrò poi in servizio nel 1940. Esso era un ponte a tre archi in acciaio montati su piloni in calcestruzzo, lungo 197 metri. Esso venne poi allargato nel 1970.